# فاسيل أنجيلوف
فاسيل أنجيلوف (بالبلغارية: Васил Ангелов)‏ هو ضابط وطبيب بلغاري، ولد في 12 مارس 1882 في Arda, Bulgaria ‏ في بلغاريا، وتوفي في 23 أغسطس 1953 في رازغراد في بلغاريا.